# Jezioro Reskowskie
Jezioro Reskowskie (kaszb. Réskòwsczé Jezoro) – jezioro rynnowe na Pojezierzu Kaszubskim w powiecie kartuskim (województwo pomorskie). Jezioro położone jest na obszarze Kaszubskiego Parku Krajobrazowego.
Ogólna powierzchnia: 53,6 ha